# Corruzione al palazzo di giustizia (film 1974)
Corruzione al palazzo di giustizia è un film drammatico del 1974 diretto da Marcello Aliprandi e tratto dall'omonimo dramma di Ugo Betti.

## Trama
Una perquisizione a carico dell'industriale Carlo Goja finisce in rovina a causa di uno scandalo. Un'inchiesta promossa dal CSM fa cadere i sospetti sul presidente del Palazzo di Giustizia, il giudice Vanini, che viene perciò allontanato dall'incarico.

## Produzione
Dal dramma di Ugo Betti, scritto nel 1944 e rappresentato a teatro per la prima volta nel 1949, era già stato tratto l'omonimo sceneggiato televisivo trasmesso dal Programma Nazionale della Rai (l'odierna Rai 1) nel 1966.